# Scytodes saaristoi
Espèce
Scytodes saaristoi est une espèce d'araignées aranéomorphes de la famille des Scytodidae.

## Distribution
Cette espèce est endémique d'Alagoas au Brésil,.

## Description
Le mâle holotype mesure 4,1 mm et la femelle paratype 5,0 mm.

## Étymologie
Cette espèce est nommée en l'honneur de Michael Ilmari Saaristo.

## Publication originale
- Rheims & Brescovit, 2009 : New additions to the Brazilian fauna of the genus Scytodes Latreille (Araneae: Scytodidae) with emphasis on the Atlantic Forest species. Zootaxa, no 2116, p. 1-45.